# Detroit Motor Wagon Company
Detroit Motor Wagon Company war ein US-amerikanischer Hersteller von Automobilen.

## Unternehmensgeschichte
Das Unternehmen hatte seinen Sitz in Detroit in Michigan. 1912 stellte es Automobile her, die als Detroit vermarktet wurden.

## Fahrzeuge
Die Fahrzeuge basierten auf einer Idee von W. D. Grand von der Manhattan Motor Wagon Company aus New York City, der bereits als Agent für das Unternehmen tätig war. Er sah den Bedarf für ein Fahrzeug, das mehrere Personen sowie deren umfangreiches Gepäck transportieren konnte.
Der Zweizylinder-Zweitaktmotor leistete 16 PS. Er trieb über eine Mehrscheibenkupplung, ein Planetengetriebe und seitliche Ketten die Hinterachse an. Eine Abbildung zeigt einen Country Club Trap genannten offenen Wagen mit leichtem Dach auf vier Stützen, zwei Sitzreihen und dahinter Platz für eine dritte Sitzreihe oder Gepäck.

## Übersicht über Pkw-Marken aus den USA, die mitDetroitbeginnen
| Marke            | Hersteller                         | Vermarktungsbeginn | Vermarktungsende | Ort, Bundesstaat   |
| ---------------- | ---------------------------------- | ------------------ | ---------------- | ------------------ |
| Detroit          | Detroit Automobile Company         | 1899               | 1901             | Detroit, Michigan  |
| Detroit          | Wheeler Manufacturing Company      | 1904               | 1904             | Detroit, Michigan  |
| Detroit          | Detroit Motor Chassis Company      | 1912               | 1912             | Detroit, Michigan  |
| Detroit          | Detroit Motor Wagon Company        | 1912               | 1912             | Detroit, Michigan  |
| Detroit          | Detroit Cyclecar Company           | 1913               | 1914             | Detroit, Michigan  |
| Detroit          | Detroit Chassis Company            | 1915               | 1917             | Detroit, Michigan  |
| Detroit Electric | Detroit Electric Car Company       | 1907               | 1939             | Detroit, Michigan  |
| Detroit Taxicab  | Detroit Taxicab & Transfer Company | 1914               | 1915             | Detroit, Michigan  |
| Detroit-Dearborn | Detroit-Dearborn Motor Car Company | 1909               | 1910             | Dearborn, Michigan |